# Isha katlanit
Une isha katlanit ou qatlanit (hébreu rabbinique : אישה קטלנית « femme fatale », litt. meurtrière) est une femme devenue veuve deux fois. Selon la Loi juive, il lui est, en principe, interdit de se remarier une troisième fois car elle est présumée responsable de la mort de ses époux précédents et pourrait causer celle du suivant. Les autorités contemporaines tendent cependant à trancher en faveur du remariage dans de nombreux cas.

## L’isha katlanit dans les sources juives
Le terme apparaît pour la première fois dans une tradition tannaïtique extra-canonique citée dans le Talmud de Babylone : 

« Or il a été enseigné : [elle a été] mariée au premier et il est mort, au deuxième et il est mort, à un troisième ne sera pas mariée, paroles de Rabbi [mais] rabbi Shimon ben Gamliel dit [qu’]au troisième ne sera pas mariée, à un quatrième ne sera pas mariée »

— Talmud de Babylone, traité Yebamot, page 64, folio b
La notion, dont les autorités citées ne semblent pas contester la véracité, est antérieure : elle aurait, selon le rabbin Eléazar ben Pedat, motivé le renvoi de Tamar par Juda (Genèse 38:21), car il est permis, dans le cas d’une femme, de se fier aux signes (Genèse Rabba 85:5) et apparaît franchement dans le livre de Tobie (non inclus dans le canon biblique juif) où Tobie fils de Tobit exécute un rite qui lui a été communiqué par l’ange Raphaël pour éloigner le démon Asmodée qui a mis à mort les sept maris de Sara fille de Raguel malgré sa vertu (Tobie 3:7-9, 25 & ch. 8). Absente de la Bible voire activement combattue par elle (la mort des fils de Juda est explicitement liée à leurs fautes et Tamar est justifiée par Juda), la croyance est partiellement véhiculée par le Talmud où Rav Houna attribue le phénomène discuté à « la source » de fertilité (i.e. une maladie sexuellement transmissible) mais Rav Ashi à « l’astre » présidant à sa destinée (i.e. la malchance). 